# Hrabstwo Tippecanoe
Hrabstwo Tippecanoe (ang. Tippecanoe County) – hrabstwo w stanie Indiana w Stanach Zjednoczonych. Obszar całkowity hrabstwa obejmuje powierzchnię 503,24 mil2 (1 303,40 km²). Według danych z 2010 r. hrabstwo miało 172 780 mieszkańców. Hrabstwo powstało 1 marca 1826 roku, a jego nazwa pochodzi z języka miami-illinois.

## Sąsiednie hrabstwa
- Hrabstwo White (północ)
- Hrabstwo Carroll (północny wschód)
- Hrabstwo Clinton (wschód)
- Hrabstwo Montgomery (południe)
- Hrabstwo Fountain (północny zachód)
- Hrabstwo Warren (zachód)
- Hrabstwo Benton (północny zachód)

## Miasta
- Battle Ground
- Clarks Hill
- Dayton
- Lafayette
- Otterbein
- Shadeland
- West Lafayette

## CDP
- Americus
- Buck Creek
- Colburn
- Montmorenci
- Stockwell
- West Point